# Witold Habdank Kossowski
Witold Habdank-Kossowski (ur. 1894 w Tarnopolu, zm. 25 lutego 1954 w Stalowej Woli) – polski pedagog i poeta, pierwszy dyrektor pierwszego liceum w Stalowej Woli (późniejszego Liceum Ogólnokształcącego im. Komisji Edukacji Narodowej).

## Życiorys
Po wybuchu I wojny światowej wstąpił do Legionów Polskich, skąd trafił do austriackiego więzienia. Został odznaczony Krzyżem Walecznych. Ukończył studia na Uniwersytecie Lwowskim i został nauczycielem języka polskiego, niemieckiego, matematyki oraz scenografii w XI Państwowym Gimnazjum im. Jana i Andrzeja Śniadeckich we Lwowie. Później uczył w Seminarium Nauczycielskim i innych lwowskich gimnazjach.
W 1938 r. został dyrektorem Liceum i Gimnazjum w Stalowej Woli. Chciał stworzyć nowoczesne placówki, jednak po wybuchu wojny został przez Niemców wyrzucony ze swego mieszkania znajdującego się przy szkole i zamieszkał w miejscowości Pławo (późniejsze osiedle Stalowej Woli). Został pracownikiem zamku Lubomirskich w Charzewicach (od 2002 ma tam swoją siedzibę Muzeum Regionalne), gdzie prowadził tajne nauczanie na poziomie szkoły średniej. Był przewodniczącym Komisji Egzaminacyjnej w Stalowej Woli.
Pod koniec wojny reorganizował stalowowolskie Liceum w budynku szkoły powszechnej i zajął się remontem dawnego gimnazjum.
W 1947 r. ze względów politycznych przeniósł się wraz z żoną do Charzewic (późniejsze osiedle Stalowej Woli) i podjął pracę w Liceum Administracyjno-Gospodarczym w Rozwadowie. 
Został pochowany na cmentarzu parafialnym w Rozwadowie (lokalizacja grobu G/14/11). Jego uczniowie ufundowali tablicę pamiątkową, która znajduje się przy nagrobku.
Brat Witolda, Tadeusz Kossowski, wydał w 1999 książkę Życie i twórczość Witolda Habdank-Kossowskiego.

## Twórczość
Habdank-Kossowski był także poetą. Jego wiersze są jednak mało znane, gdyż nie były tworzone w celu publikacji. Dyrektor tworzył bowiem dla najbliższych, także dla uczniów, którzy na jego grobie wyryli napis „Legionista-Patriota-Poeta”. Na skalę ogólnopolską jego wiersze ukazały się jedynie w międzywojniu, kiedy były zamieszczane na łamach czasopism "Skamander" oraz "Tęcza". Później, mieszkając w Charzewicach, wydał tryptyk składający się z pozycji "Niewolnicy Boga", "Wizja Galilei", "Pielgrzym Wieków".